# Amblyopone australis
Amblyopone australis  (лат.) (англ. Southern Michelin ant) — вид мелких тропических муравьёв из подсемейства Amblyoponinae.

## Описание
Длина тела 4,5—8 мм. Усики 12-члениковые. Клипеус с рядом из 12 мелких зубчиков. Гнездятся в почве, под камнями, численность семей обычно составляет десятки и сотни особей, редко до нескольких тысяч (Haskins & Haskins 1951).

## Генетика
Диплоидный набор хромосом 2n = 48.

## Распространение
Австралия, Новая Каледония, Соломоновы острова; интродуцированы на Северный остров Новой Зеландии.

## Синонимия
- Amblyopone cephalotes Smith
- Amblyopone australis var. fortis Forel
- Amblyopone australis subsp. foveolata Wheeler
- Amblyopone laevidens Emery
- Amblyopone minor Forel
- Amblyopone nana Emery
- Amblyopone obscura Smith
- Amblyopone cephalotes var. maculata Stitz
- Amblyopone australis var. cephalotes (Smith)